# Ruta de Rhode Island 94
La Ruta de Rhode Island 94, y abreviada R.I. 94 (en inglés: Rhode Island Route 94) es una carretera estatal estadounidense ubicada en el estado de Rhode Island. La carretera inicia en el Oeste desde la Ruta 14  , Ruta 102   en Foster hacia el Este en la US 44     en Glocester. La carretera tiene una longitud de 20,4 km (12.7 mi).

## Mantenimiento
Al igual que las autopistas interestatales, y las rutas federales y el resto de carreteras estatales, la Ruta de Rhode Island 94 es administrada y mantenida por el Departamento de Transporte de Rhode Island por sus siglas en inglés RIDOT.

## Cruces
La Ruta de Rhode Island 94 es atravesada principalmente por la US 6  , Ruta 101   en Foster.